# Palmon megistus
Palmon megistus är en stekelart som först beskrevs av De Santis 1968.  Palmon megistus ingår i släktet Palmon och familjen gallglanssteklar. Inga underarter finns listade i Catalogue of Life.